# Evert Dolman
Evert Gerardus (Eef) Dolman (Rotterdam, 22 februari 1946 – Dordrecht, 12 mei 1993) was een Nederlands wielrenner, die in 1964 Olympisch kampioen werd op de ploegentijdrit. Hij nam vier keer deel aan de Ronde van Frankrijk en was daarin vooral knecht voor Jan Janssen.
Hij begon op 13-jarige leeftijd met wielrennen. In 1965 werd hij Nederlands kampioen bij de amateurs. Na afloop werd hij verdacht van het gebruik van wekaminen, maar een doktersvoorschrift voor neusdruppels die amfetamine bevatten, pleitte hem vrij. In 1967 werd hij Nederlands kampioen maar deze titel werd hem ontnomen nadat hij bekend had met de urineflesjes geknoeid te hebben. Hij behaalde elf overwinningen als beroepswielrenner, waarvan de Ronde van Vlaanderen in 1971 de meest aansprekende is. In 1964 won hij als amateur olympisch goud op de 100 km ploegentijdrit.
Rond 1986 werd hij getroffen door een hersenziekte. Hij bracht de laatste jaren van zijn leven door in een verzorgingshuis.

## Belangrijkste overwinningen
1964
- Olympisch kampioen 100 km ploegentijdrit (met Gerben Karstens, Bart Zoet en Jan Pieterse)
- Nederlands kampioen op de weg, Amateurs

1965
- Nederlands kampioen op de weg, Amateurs
- 4e etappe Ronde van Duitsland
- Ronde van Noord-Holland
- Ronde van Limburg

1966
- Wereldkampioen op de weg, Amateurs

1967
- 6e etappe Ronde van Spanje

1968
- Nederlands kampioen op de weg, Elite

1969
- 1e etappe deel A Ronde van Luxemburg

1970
- 6e etappe Ruta del Sol

1971
- Nederlands kampioen clubteams
- Ronde van Vlaanderen

## Resultaten in voornaamste wedstrijden
| Jaar | Ronde van Italië | Ronde van Frankrijk | Ronde van Spanje |
| ---- | ---------------- | ------------------- | ---------------- |
| 1967 |                  |                     | 54e (1)          |
| 1968 |                  | 56e                 |                  |
| 1969 |                  | 49e                 | 30e              |
| 1970 |                  | 32e                 | opgave           |
| 1971 |                  |                     | 36e              |
| 1972 |                  | 83e                 |                  |

| Jaar | Milaan-San Remo | Gent-Wevelgem | Ronde van Vlaanderen | Parijs-Roubaix | Amstel Gold Race | Waalse Pijl |  | WK op de weg |  | Wereldranglijsten |
| ---- | --------------- | ------------- | -------------------- | -------------- | ---------------- | ----------- |  | ------------ |  | ----------------- |
| 1967 | 50e             |               | 68e                  |                | 14e              |             |  |              |  |                   |
| 1968 |                 | 103e          | 60e                  |                |                  |             |  |              |  |                   |
| 1969 | 26e             | 41e           | 24e                  |                | 35e              | 16e         |  | 11e          |  |                   |
| 1970 | 16e             |               | 10e                  | 20e            |                  | 28e         |  | 26e          |  |                   |
| 1971 |                 | 24e           | ↑                    |                | 19e              |             |  | 18e          |  | 15e (SPP)         |
| 1972 | 63e             | 34e           | 19e                  |                |                  |             |  |              |  |                   |

1960: Trapè, Bailetti, Cogliati, Fornoni ·
1964: Zoet, Dolman, Karstens, Pieterse ·
1968: Zoetemelk, Den Hertog, Krekels, Pijnen ·
1972: Jardi, Komnatov, Lichatsjov, Sjoekov ·
1976: Tsjoekanov, Tsjaplygin, Kaminski, Pikkuus ·
1980: Kasjirin, Logvin, Sjelpakov, Jarkin ·
1984: Bartalini, Giovannetti, Poli, Vandelli ·
1988: Ampler, Kummer, Landsmann, Schur ·
1992: Dittert, Meyer, Peschel, Rich
Wielerploegen van Evert Dolman
Baert (vanaf 01/03) ·
Bens (vanaf 25/08) ·
Bravenboer ·
Bruggeman (vanaf 25/08) ·
Claes (vanaf 04/02) ·
David ·
De Clercq ·
De Boever ·
De Muynck ·
E. De Vlaeminck ·
R. De Vlaeminck ·
Dedeckere ·
Demeyer (vanaf 15/09) ·
Devos ·
Dolman ·
P. In 't Ven ·
W. In 't Ven ·
Janssens ·
Knockaert (vanaf 27/05) ·
Leman ·
van Leeuwen ·
Lievens ·
Loysch ·
Monseré  (tot 15/03) ·
Müddemann ·
Nassen ·
Nuelant ·
Schütz ·
Spannagel (vanaf 05/08) ·
Staes ·
Tabak · 

Van Damme ·
Van De Wiele (vanaf 25/08) · 
Van der Slagmolen ·
Van Neste ·
Van Olmen (vanaf 25/08) ·
Vanmarcke ·
Verplancke ·
Zoetemelk
Andrade ·
Baert ·
Claes ·
David ·
De Clercq ·
De Guchtenaere (vanaf 01/07) ·
De Loof ·
De Muynck ·
De Vlaeminck ·
Demeyer ·
Dierckx ·
Dierickx ·
Dolman ·
Eyers ·
Hemeryck (vanaf 31/03) ·
Hordijk ·
Janssen ·
Knockaert ·
de Koning ·
L'hoest ·
Maertens ·
Martens ·
Mendes ·
van Midden ·
Pereira ·
Sersté ·
Van Damme ·
Van De Wiele · 
Van der Slagmolen ·
Van Neste ·
Van Olmen ·
Vanmarcke ·
Vermote ·
Verplancke ·
Zoetemelk